# Ius regale montanorum
Das Ius regale Montanorum (auch bekannt als Constitutiones Iuris Metallici Wenceslai II.) ist ein mittelalterliches Gesetz über den Silberbergbau in Böhmen von der Wende des 13. zum 14. Jahrhundert und eine der ältesten Quellen zum Bergrecht in Europa. Es ist in verschiedenen Handschriften, jedoch keiner aus seiner Entstehungszeit, überliefert.
Es stammt aus der Zeit Wenzels II. und enthält vor allem Regelungen zur Beseitigung konkreter Missstände.